# Herpestomus maya
Herpestomus maya là một loài tò vò trong họ Ichneumonidae.